# ミゲル・ボルハ
ミゲル・アンヘル・ボルハ・エルナンデス（Miguel Ángel Borja Hernández 、1993年1月26日 - ）は、コロンビア・ティエラルタ出身のプロサッカー選手。コロンビア代表。CAリーベル・プレート所属。ポジションはフォワード。

## 経歴
ククタ・デポルティーボFCでプロキャリアをスタート。
2013年夏、コルトゥルアからASリヴォルノ・カルチョにレンタル移籍。レンタル料は15万ユーロで150万ユーロを支払えば完全移籍できるオプションが附属している。
2016年に再加入したコルトゥルアではアペルトゥーラでリーグ新記録となる12試合で19ゴールを挙げた。
2017年2月、アトレティコ・ナシオナルからSEパルメイラスに移籍。移籍金はブラジルリーグ史上4番目に高い1050万ドル。

## 代表歴

### 出場大会
- コロンビア代表
  - 2018 FIFAワールドカップ

### 試合数
- 国際Aマッチ 30試合 9得点（2016年-）[6]

| コロンビア代表 | 国際Aマッチ | 国際Aマッチ |
| 年             | 出場        | 得点        |
| -------------- | ----------- | ----------- |
| 2016           | 1           | 0           |
| 2017           | 4           | 2           |
| 2018           | 5           | 1           |
| 2019           | 0           | 0           |
| 2020           | 0           | 0           |
| 2021           | 13          | 4           |
| 2022           | 4           | 1           |
| 2023           | 0           | 0           |
| 2024           | 3           | 1           |
| 通算           | 30          | 9           |

## タイトル

### クラブ
インディペンディエンテ・サンタフェ
- スーペルリーガ・コロンビアーナ (1): 2015
- コパ・スダメリカーナ (1): 2015

アトレティコ・ナシオナル
- コパ・コロンビア (1): 2016
- コパ・リベルタドーレス (1): 2016

### 個人
- カテゴリア・プリメーラA得点王: 2016アペルトゥーラ
- コパ・スダメリカーナ得点王: 2016
- 南米年間最優秀選手賞: 2016
- カンピオナート・パウリスタ セリエA1得点王: 2018

### 代表
- 南米ユース選手権 (1): 2013